# أندريه العملاق
أندريه روسيموف المشهور باسم أندريه العملاق (بالفرنسية: André the Giant) هو مصارع فرنسي مولود في غرونبل في 19 مايو 1946 كان يصارع في اتحاد WWF/WWE سابقا ، توفى في 27 يناير 1993 إثر أزمة قلبية حادة عن عمر 46 سنة، في عام 1993 كان أول من كرم في قاعة الشهرة.

## روابط خارجية
- أندريه العملاق على موقع IMDb (الإنجليزية)
- أندريه العملاق على موقع روتن توميتوز (الإنجليزية)
- أندريه العملاق على موقع أول موفي (الإنجليزية)
- أندريه العملاق على موقع إن إن دي بي (الإنجليزية)
- أندريه العملاق على موقع قاعدة بيانات الفيلم (الإنجليزية)
- أندريه العملاق على موقع دبليو دبليو إي (الإنجليزية)
- أندريه العملاق على موقع WrestlingData.com (الإنجليزية)
- أندريه العملاق على موقع CageMatch worker (الإنجليزية)
- أندريه العملاق على موقع قاعدة بيانات المصارعة على الإنترنت (الإنجليزية)
- أندريه العملاق على موقع عالم المصارعة على الإنترنت (الإنجليزية)